# Antonio
Antonio es un nombre de pila masculino en español, portugués e italiano, cuya versión femenina es Antonia. Deriva de Antonius (en latín), que era interpretado como «aquel que se enfrenta a sus adversarios» o «valiente», aunque de probable origen griego y significado desconocido.
Desde el Renacimento se le atribuyó un origen griego, posiblemente erróneo, debido a su semejanza con el sustantivo «άνθος» (anthos) que significa «flor». Esto llevó a pensar erróneamente que su etimología era «aquel que florece» o «florecido en gloria» o «digno de alabanza».
Si nos atenemos al origen etrusco (latino), no se debe olvidar que los griegos fueron preceptores de estos pueblos en sentido cultural. [cita requerida]
Antonio (1.465.358 personas), es el segundo nombre más frecuente registrado en el padrón de España según el Instituto Nacional de Estadística de España a 1 de enero de 2016, y el primero si tenemos en cuenta como nombre completo (702.882 personas).

## Variantes

### Otros idiomas
- Tonino (hipocorístico):italiano.
- Andoni: vasco.
- Antanas: lituano.
- Anthony: inglés.
- Antonino: italiano.
- Antoine: francés.
- Āndōngní: chino.
- Antuni: árabe.
- Anton: alemán, ruso, sueco, noruego, danés, ucraniano, finés, macedonio, croata, rumano, estonio.
- Antón: gallego, asturiano, aragonés.
- Antoni: catalán, búlgaro y polaco.
- Antonije: esloveno.
- Antonis: griego.
- Entonee: hindi.
- Antonio:[2] italiano y español.
- António (Portugal, PALOP, Timor Oriental y Macao) o Antônio (Brasil): portugués.
- Antxon: vasco.

### Hipocorísticos
Algunos hipocorísticos de este nombre, no necesariamente conocidos en todas las regiones hispanohablantes son: Anchón, Anchoño, Anto, Antón, Antonini, Antonino, Antoñín, Antoñito, Antoñiyo, Antoño, Antuco, Ato, Choño, Mame, Moño, Nino, Noni, Nono, Tano, Tanos, Tanus, Toito, Tonete, Tonini, Tonino, Toni, Toniet, Toniño, Tonio, Tono, Tony, Toñale, Toñeque, Toñeras, Toñete, Toñín, Toñis, Toñilas, Toñito, Toño, Toñón, Toñazo, Toñuco, Toto, Zoni, Tonet, Trono, Tuco, Tuquito, Ton.

## Santoral
- 12 de enero San Antonio Pucci
- 17 de enero San Antonio Abad o el ermitaño
- 12 de febrero San Antonio Cauleas
- 30 de marzo San Antonio Daveluy
- 29 de abril San Antonio Kim Song-u mártir
- 7 de mayo San Antonio de Kiev monje eremitaño
- 7 de junio San Antonio María Gianelli, confesor
- 13 de junio San Antonio de Padua, presbítero y doctor de la iglesia
- 5 de julio San Antonio María Zaccaría, presbítero
- 7 de julio San Antonio Fantosati, obispo
- 23 de agosto San Antonio de Gerace eremita
- 23 de septiembre San Antonio, niño mártir mexicano
- 24 de septiembre San Antonio González
- 19 de octubre San Antonio Daniel
- 24 de octubre  San Antonio María Claret
- 29 de noviembre San Francisco Antonio Fasani
- 23 de diciembre San Antonio de Santa Ana Galvao, presbítero
- 28 de diciembre San Antonio de Lérins, monje